# Éfaté du Sud
L’éfaté du Sud est une langue austronésienne parlée dans le centre du Vanuatu, sur la côte méridionale de l’île d’Éfaté. Il appartient à la branche océanienne des langues austronésiennes.

## Prononciation et écriture
L’éfaté du Sud s’écrit avec une variante de l’alphabet latin complété de diacritiques. Les graphèmes sont indiqués ci-dessous avec la prononciation correspondante.

### Voyelles
|          | Antérieures | Centrale | Postérieures |
| -------- | ----------- | -------- | ------------ |
| Fermées  | i [i]       |          | u [u]        |
| Moyennes | e [e]       |          | o [o]        |
| Ouverte  |             | a [a]    |              |

Les voyelles ont de nombreux allophones, selon les sons environnants :
- /e/ se prononce [e] avant une autre voyelle et [ɛ] ailleurs ;
- /i/ se prononce :
  - [ə] ou [ɨ] dans une syllabe non accentuée et au contact d’une vélaire,
  - [j] après un a, en début de syllabe suivi d’une voyelle (napiau, « houle » : [ˈnap.jau]) et entre une consonne et deux voyelles,
  - [i] ailleurs ;
- /o/ se prononce [ɔ] avant r, [ʊ] après une voyelle et [o] ailleurs ;
- /u/ se prononce :
  - [ʊ] dans une syllabe non accentuée,
  - [w] après un a, en début de syllabe suivi d’une voyelle et entre une consonne et deux voyelles (twei, « il y a longtemps » : [twei]),
  - [u] ailleurs.

### Consonnes
|                     | Labio-vélaires | Labio-dentale | Bilabiales | Palatale | Alvéolaires | Vélaires |
| ------------------- | -------------- | ------------- | ---------- | -------- | ----------- | -------- |
| Occlusives          | p̃ [k͡p]         |               | p [p]      |          | t [t]       | k [k]    |
| Fricatives          |                | f [f]         |            |          | s [s]       |          |
| Nasales             | m̃ [ŋ͡m]         |               | m [m]      |          | n [n]       | g [ŋ]    |
| Latérale            |                |               |            |          | l [l]       |          |
| Roulée              |                |               |            |          | r [r]       |          |
| Roulée prénasalisée |                |               |            |          | nr [n͡r]     |          |
| Semi-voyelles       | w [w]          |               |            | y [j]    |             |          |

/k͡p/ est parfois prononcé [kp], c’est-à-dire k puis p au lieu des deux en même temps, et parfois seulement [p] ou [k]. De même, /ŋ͡m/ peut être prononcé [ŋm] ou simplement [m].

### Phonologie
Les syllabes en éfaté du Sud sont complexes et peuvent commencer par des groupes de consonnes inhabituels, comme dans les mots ntm̃at (« paix ») ou fnau (« prêcher »). Elles peuvent contenir jusqu’à deux voyelles.
L’accent tonique tombe le plus souvent sur la première syllabe, mais sur la deuxième syllabe dans les mots qui commencent par l’article na-.

## Grammaire

### Numéraux
L’éfaté du Sud utilise un système en base 10.
| Cardinaux | Cardinaux       | Ordinaux | Ordinaux |
| --------- | --------------- | -------- | -------- |
| 1         | iskei           | 1er      | pei      |
| 2         | inru, nran, nru | 2e       | karu     |
| 3         | itol            | 3e       | katol    |
| 4         | ipat            | 4e       | kafat    |
| 5         | ilim            | 5e       | kalim    |
| 6         | ilates          | 6e       | klates   |
| 7         | ilaru           | 7e       | klaru    |
| 8         | ilatol          | 8e       | klatol   |
| 9         | ilfot           | 9e       | kilfot   |
| 10        | ralim iskei     |          |          |
| 100       | tifli iskei     |          |          |
| 1 000     | p̃on iskei       |          |          |
| 1 000 000 | p̃onti iskei     |          |          |

Les numéraux entre 10 et 99 sont formés avec ralim suivi du chiffre des dizaines, du mot atmat et des unités : par exemple, 23 se dit ralim inru atmat itol, littéralement « dix deux et trois ».
Cependant, de nos jours, on compte le plus souvent en bichelamar et les locuteurs, surtout les plus jeunes, ne connaissent pas toujours les nombres élevés en éfaté du Sud.

### Pronoms personnels
Les pronoms personnels n’ont pas de distinction de genre, mais l’éfaté du Sud fait la différence entre le « nous » exclusif et inclusif. Il y a aussi une distinction de nombre : singulier, pluriel et, dans certains cas, duel.
Les pronoms personnels existent sous une forme indépendante et une forme liée, ces derniers étant attachés au verbe.

#### Pronoms indépendants
Il y a deux formes de pronoms indépendants : les pronoms focaux peuvent servir de sujet et d’objet, les pronoms obliques servent de bénéfactifs et de possessifs. Ces derniers sont issus du pronom focal avec la préposition nig (« de »).
| Personne      | Pronom focal | Pronom oblique |
| ------------- | ------------ | -------------- |
| 1re sg.       | kineu, neu   | (nig)neu       |
| 2e sg.        | ag           | (ne)gag        |
| 3e sg.        | ga           | (ne)ga         |
| 1re incl. pl. | akit         | (ne)gakit      |
| 1re excl. pl. | komam        | (nig)mam       |
| 2e pl.        | akam         | (ne)gamus      |
| 3e pl.        | gar          | (ne)gar        |

### Possession
Il existe en éfaté du Sud deux manières d’indiquer la possession :
- certains noms sont directement suivis d’un suffixe possessif ;
- d’autres noms doivent être suivis d’un pronom possessif.

Le type de construction utilisée dépend du nom employé.

#### Possession directe
Il existe environ 124 mots qui admettent la possession directe. Ce sont des mots qui désignent principalement des parties du corps (ntawot, « os »), des relations familiales (p̃al, « frère ») ou des concepts associés à un objet ou une personne (nagi, « nom »).
Quand le possesseur doit être exprimé par un pronom, le nom possédé prend alors un suffixe possessif : nar-u-n (« sa main »), namt-e-r (« leurs yeux »).
| Personne | Personne  | Singulier | Pluriel        |
| -------- | --------- | --------- | -------------- |
| 1re      | Inclusive | —         | -kit           |
| 1re      | Exclusive | -k        | -mam, -mom, -m |
| 2e       | 2e        | -m        | -mus           |
| 3e       | 3e        | -n        | -r             |

Quand le possesseur est exprimé par un nom, celui-ci suit le nom possédé sans suffixe : rait-o-m (« ta mère ») mais rait tesa (« la mère de l’enfant »).
Contrairement à d’autres langues telles que le mwotlap où les noms à possession directe sont obligatoirement possédés, en éfaté du Sud, ils peuvent apparaître sans possesseur : dans nra-n (« son sang »), le suffixe possessif indique que le sang est toujours dans le corps de son possesseur, mais dans nra (sans suffixe), le sang est en dehors du corps.

#### Possession indirecte
La grande majorité des noms emploient une syntaxe différente pour indiquer la possession. Quand le possesseur est humain et exprimé par un pronom, celui-ci est indiqué par un pronom personnel oblique : nam̃olien neu (« ma vie »). Quand il est exprimé par un nom, on utilise la préposition ni, traduite par « de » : plisman ni natkon (« le policier du village »).
Les inanimés sont incompatibles avec les pronoms personnels : pour traduire « son » quand le possesseur n’est pas humain, on emploie knen au lieu d’un pronom.

## Exemples
| Mot    | Traduction |
| ------ | ---------- |
| terre  | emeromen   |
| ciel   | nmalfa     |
| eau    | nai        |
| feu    | nkap       |
| homme  | nanwei     |
| femme  | nmatu      |
| manger | pam        |
| boire  | min        |
| grand  | lep        |
| petit  | rik        |
| nuit   | p̃og        |
| jour   | aliat      |